# Maison Valy
La maison Valy est une maison remarquable de l'île de La Réunion, département d'outre-mer français dans le sud-ouest de l'océan Indien. Située rue du Commerce, à l'Entre-Deux, elle est inscrite à l'inventaire supplémentaire des Monuments historiques depuis le 21 mars 1996,. Elle accueille actuellement un débit de boisson.